# La Savoie (navire)
Pour les articles homonymes, voir Savoie (homonymie).
La Savoie est un bateau-mouche construit en 1895 à Paris. Transformé en ferry sur le lac du Bourget dans les années 1920, il est retiré du service en 1972 et converti en résidence secondaire à Aix-les-Bains. Gravement atteint par la rouille et devenu un danger pour l’environnement à la suite d’une voie d’eau survenu à l’été 2024, il est jugé irréparable et détruit sur les rives du lac en mars 2025.

## Histoire
La Savoie est un bateau-mouche construit en 1895 à Paris.
Il est acheté en 1927 par la Compagnie de Navigation du Lac, codirigée par Michel Clappier et Félix Bal. Il est amené sur le lac du Bourget, en Savoie
, et utilisé comme bateau de croisière. En 1929, Michel Clappier reprend la société à son nom et Félix Bal créé une société concurrente en 1930, la Société Nouvelle de Navigation - Les cygnes du Lac.
Il reste en service pendant la Seconde Guerre mondiale. En 1966, il est vendu à René Boniface, puis revendu à Michel Mainnemard quelques années plus tard.
Le 18 août 1969, le navire de promenade La Fraidieu sombre à proximité du Château de Ripaille, puis la Sainte-Odile chavire le 7 août 1970 au large d’Yvoire. Au total, les naufrages de ces deux navires de promenade tuent 31 personnes, 24 dans le premier naufrage et 7 dans le second. Afin d’éviter de nouvelles tragédies, les règles de navigation en eau douce sont renforcées. À la suite de cette nouvelle réglementation, La Savoie doit être retiré du service. Il est désarmé à Aix-les-Bains en 1972.
En 1980, il est acheté par Alain Prud’homme qui le transforme en habitation et l’amarre au Grand Port d’Aix-les-Bains à proximité de L’Almée, utilisé comme siège social de son école de voile, Gwel.

Il est labellisé Bateau d’intérêt patrimonial en 2019. Ce statut lui est renouvelé en 2023.

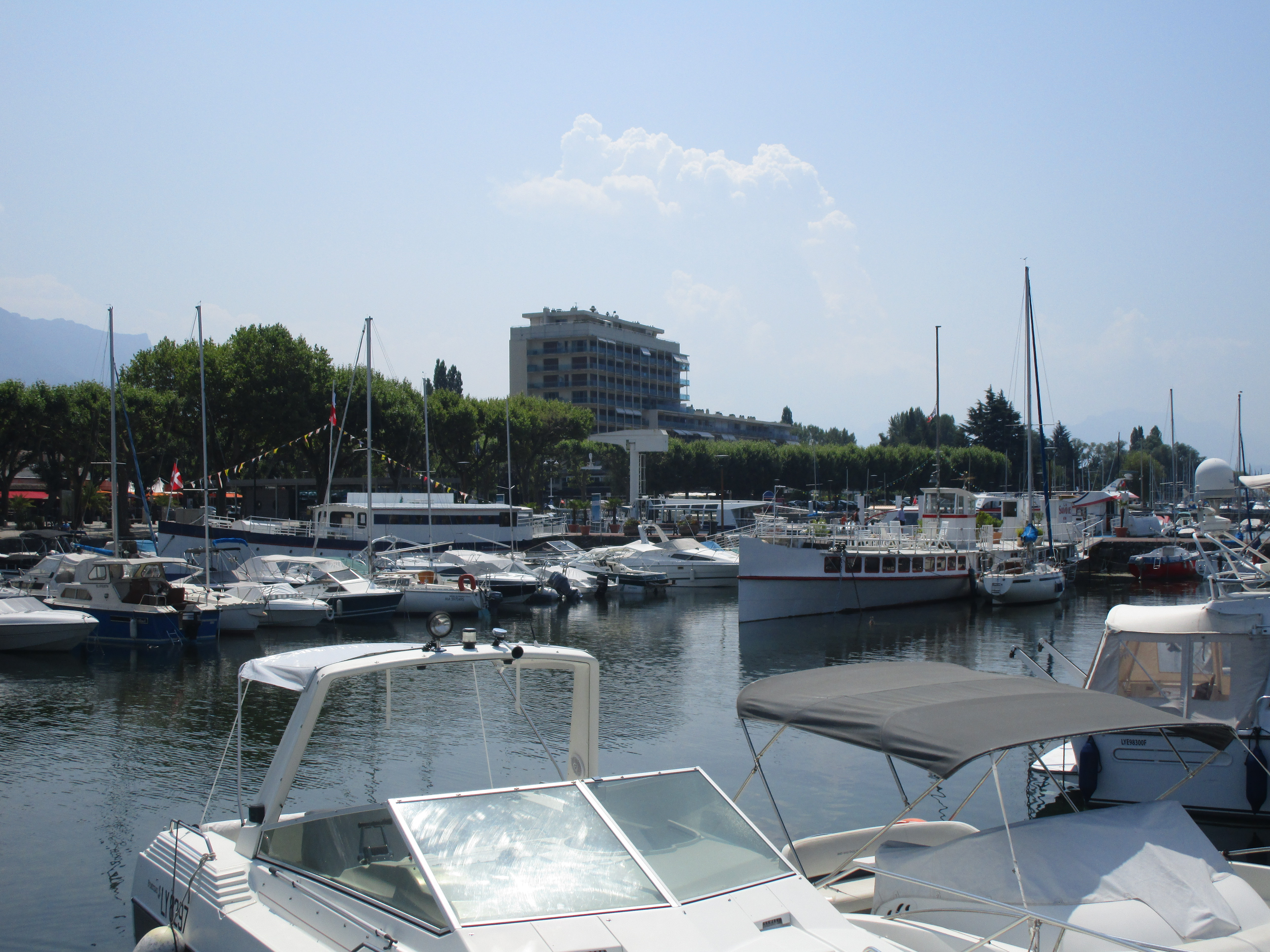
La Savoie est amarrée par la poupe dans le bassin Alain Colas, empêchant d’assurer un suivi régulier de sa coque.

Toutefois, son emplacement au fond du bassin Alain Colas, amarré par la poupe à la jetée principale du Grand Port, ne permet pas d’assurer un entretien régulier de sa coque. Le 9 juillet 2024 au soir, il est évacué en urgence par sa propriétaire à la suite de la découverte d’une voie d’eau. L’intervention rapide du SDIS et du service Ports et Plages de Grand Lac permet de le maintenir à flot par la mise en place de pompes, en attendant la réalisation d’une expertise afin de définir l’état de sa coque, tandis que le maire Renaud Beretti prend un arrêté de mise en péril.
Sa coque, très corrodée, est jugé irréparable. La famille Prud’homme, qui en est propriétaire depuis 1980, prend alors à sa charge les frais de démolition 100 000 euros), en coopération avec la communauté d’agglomération Grand Lac. Le navire est alors remorqué jusqu’au plan incliné du CNVA à Aix-les-Bains, situé à quelques centaines de mètres de son emplacement habituel. Il est démantelé sur place en moins de 2 jours par l’entreprise Serge Miniggio Services entre le 24 et le 25 mars 2025.
Sa cabine et quelques objets ne sont pas détruits.

## Caractéristiques

### Caractéristiques techniques
La Savoie dispose d’une coque en acier riveté. Sa largeur est de 5 mètres, avec un tirant d’eau de 1,1 m pour 4,5 m de tirant d’air. Sa longueur est de 30,7 mètres au niveau de la ligne de flottaison, tandis que la coque mesure 33 m à son point le plus long. Son déplacement est d’environ 45 t.

### Propulsion

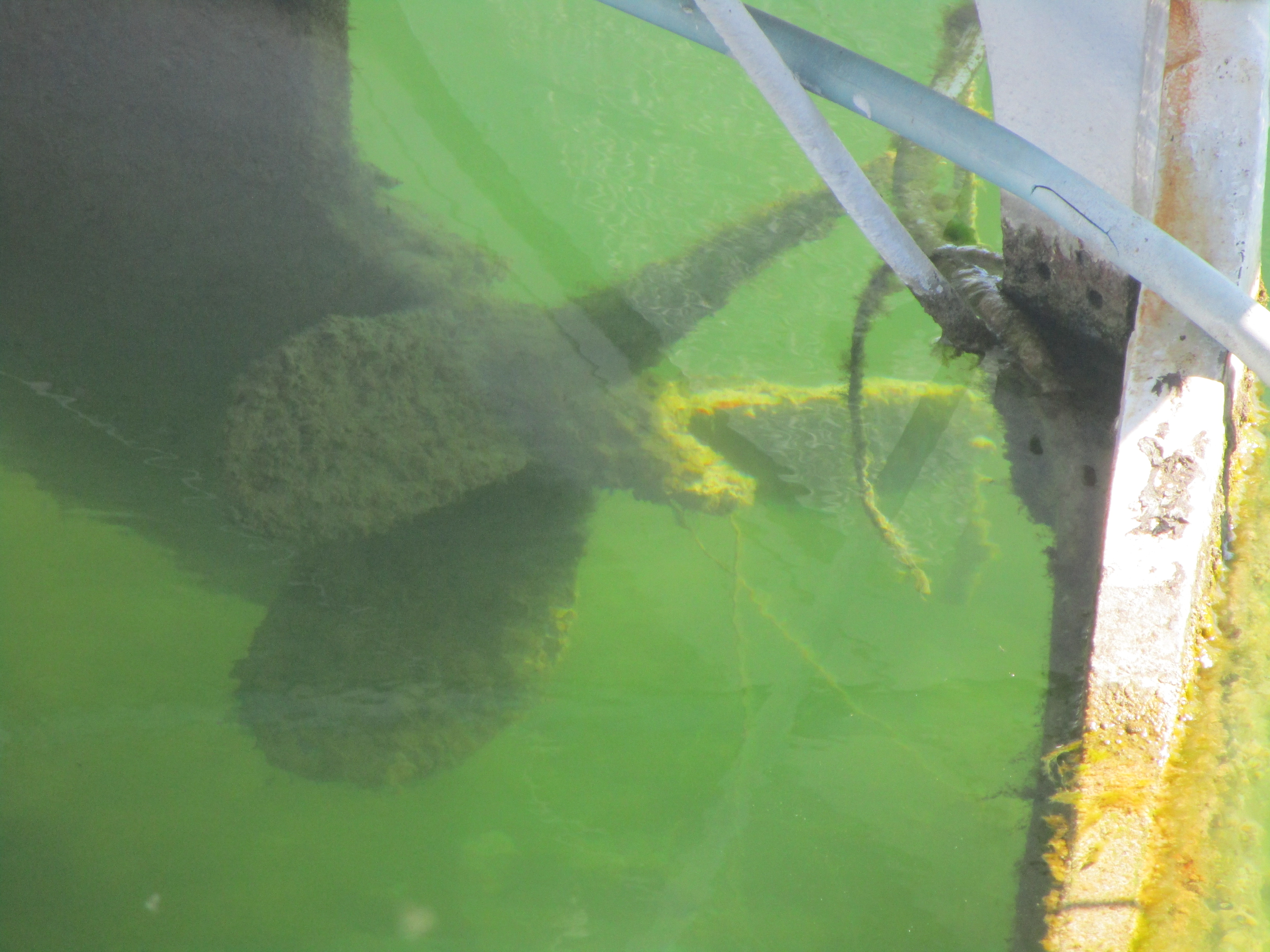
L’hélice à quatre pales de La Savoie.

Le navire est démotorisé en 1982, au moment de sa conversion en résidence. Il est initialement propulsé par un moteur Berliet de 140 chevaux, qui entraine une hélice à quatre pales.

### Dispositifs de sécurité
Depuis son retrait du service, le navire ne dispose plus de dispositif de sécurité.

### Conception et aménagement intérieur
Le pont supérieur est dégagé de tout aménagement à l’exception de la timonerie couverte du navire, situé au centre. 